# Cerodontha ireos
Cerodontha ireos este o specie de muște din genul Cerodontha, familia Agromyzidae, descrisă de Robineau-desvoidy în anul 1851. Conform Catalogue of Life specia Cerodontha ireos nu are subspecii cunoscute.